# Herbert Turnbull
Herbert Turnbull   (Tettenhall, 31 d'agost de 1885 - Grasmere, 4 de maig de 1961) va ser un matemàtic anglès.

## Vida i Obra
Turnbull, fill d'un inspector d'ensenyament, es va graduar al Trinity College (Cambridge) el 1909, havent estat segon wrangler el 1907 i premi Smith el 1909. Després d'un curs donant classes a cadascuna de les universitats de Cambridge i de Liverpool i de casar-se, se'n va anar a la universitat de Hong Kong per ser professor de matemàtiques, director del St. Stephen's College i responsable del centre d'acollida de la universitat. Tot i que va aconseguir tenir cert coneixement del xinès, el clima tropical no era gaire bo per a la seva salut i es va veure obligat a retornar a Anglaterra el 1915, enmig de la Primera Guerra Mundial quan era difícil obtenir una plaça universitària.
Durant uns anys va ser professor de matemàtiques de secundària al Repton College (Derbyshire) i, durant un curs, va ser inpector d'ensenyament, com el seu pare. El 1921 va ser nomenat Regius Professor of Mathematics de la universitat de St. Andrews (una de les principals universitat d'Escòcia). Va mantenir aquest càrrec fins a la seva jubilació el 1950, any en el qual va passar a ser professor emèrit.
A part de les matemàtiques, tan ell com la seva dona eren excel·lents pianistes que delectaven els seus convidats amb les seves interpretacions de duets pianístics. També va ser un gran aficionat al muntanyisme, fent tan expedicions al Alps com excursions per Escòcia.
Turnbull va publicar una seixantena llarga d'articles en revistes científiques, la majoria dels quals versen sobre invariants algebraics. També es va interessar per la història de les matemàtiques, estudiant en profunditat l'obra de James Gregory i editant la correspondència d'Isaac Newton. Fruit d'aquest interès va ser un petit llibre divulgatiu que és la biografia d'un conjunt de grans matemàtics representatius de cada època: The Great Mathematicians (1929).